# 王弻 (遊學進士)
王弼（1884年—？年），字君傑，廣東省嘉應直隸州人，康奈爾大學畢業，工科進士，鐵路工程師。

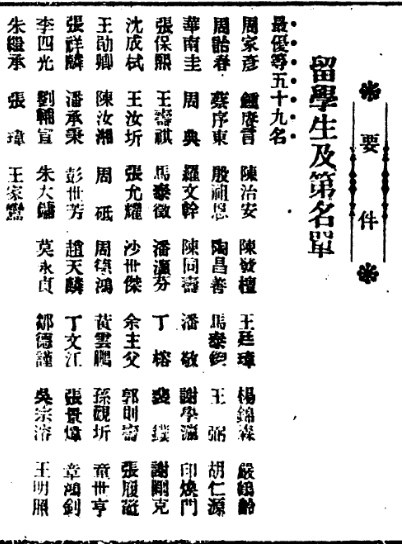

## 生平[1]
- 初學於上海育材書塾。光緒二十九年，自費游美，入加利福尼亞大學，習土木工程。光緒三十三年，得官費，入康奈爾大學，習機器工程。宣統元年，得機器工程師學位。宣統三年，得機器工程碩士學位。在美國水城兵工廠（英语：Watertown Arsenal）見習工程師。為世界會會員。宣統三年回國。
- 宣統三年（1911年）九月，經學部驗看考試列最優等，賞給工科進士[2]。
- 民國二年，任陸軍部機器工程師[3]，旋任南口京張鐵路工程師。民國三年以還，任該處鐵路製造廠廠長。